# Adrienne Shelly
Adrienne Shelly (24 de junio de 1966 - 1 de noviembre de 2006) fue una actriz, escritora y directora estadounidense.

## Biografía
La actriz, escritora y directora de cine nació en el barrio neoyorquino de Queens con el nombre de Adrienne Levine. Estaba casada con Andy Ostroy, con quien tenía una hija, Sophie, de 2 años.
Debutó como actriz de la mano del director Hal Hartley en el film La increíble verdad (The Unbelievable Truth, 1989), en el que interpretó a una melancólica adolescente, y un año después apareció como protagonista en Confía en mí (Trust, 1990), con el mismo director. The Girl From Monday ganó el premio Noves Visions en el Festival de Sitges de 2005. Lo último que hizo es Fay Grim (2006), secuela de Henry Fool que se pudo ver en el Festival de Toronto.
Recientemente había aparecido en el film Factotum (2005), junto con Matt Dillon. También escribió el guion y se ocupó de la dirección de media docena de filmes, entre ellos I’l Take You There (1999) y Waitress (2006), con Keri Russell, Cheryl Hines y Nathan Fillion.

## Asesinato
Shelly fue hallada muerta colgada con una sábana sobre la bañera. La familia no daba crédito a que la mujer, que ni siquiera había dejado una nota, se hubiera quitado la vida. La insistencia de la familia y el hallazgo de unas huellas en el cuarto de baño, que no correspondían a los zapatos que usaba la víctima, además de otros detalles como el de que la sábana no estuviera tensa, llevó a la policía a sospechar que se trataba de un montaje realizado por el asesino.
El ecuatoriano Diego Pillco, obrero de la construcción de 19 años, confesó el asesinato de Adrienne Shelly en una declaración por escrito y en cinta de video, dijo el fiscal adjunto Marit Delozier en la audiencia de comparecencia de Pillco en la Corte Suprema estatal. Se ordenó la detención de Pillco sin derecho a pago de fianza hasta una audiencia. Inicialmente, el acusado había dicho que discutió con Shelly después de que ésta se quejara de los ruidos que provenían de un apartamento situado debajo del suyo. Sin embargo, en una posterior declaración, el acusado confesó que en realidad había entrado al departamento de Shelly y se encontraba robando el contenido de su bolso, cuando ella lo sorprendió, tras lo cual el joven la golpeó, la dejó inconsciente e intentó aparentar que se trataba de un suicidio. La fiscal explicó que evidencias forenses indicaban que Shelly no murió a consecuencia del golpe recibido, sino a causa de una compresión del cuello. En 2008, Diego Pillco fue condenado a 25 años de prisión y cinco más bajo libertad vigilada por el asesinato de la actriz.